# Ústavní soud Slovenské republiky
Ústavní soud Slovenské republiky (slovensky Ústavný súd Slovenskej republiky, zkráceně ÚS SR) je nezávislý soudní orgán ochrany ústavnosti Slovenska (čl. 124 až 140 Ústavy Slovenské republiky, účinné od 1. října 1992). Sídlí v Košicích.

## Historie
Institut ústavního soudu federace a zároveň i ústavních soudů obou republik byl formálně zaveden ke dni vzniku Slovenské socialistické republiky, tedy s účinností od 1. ledna 1969, Ústavním zákonem o československé federaci z 27. října 1968 (v hlavě šesté), avšak tato ustanovení nebyla nikdy naplněna, ale ani vypuštěna.
Znění československého ústavního zákona č. 20/1991 Sb. v čl. 20 a čl. 8 předpokládalo, že by mohly být zřízeny ústavní soudy obou republik. Avšak dříve než jejich ústavní soudy stačily být ustanoveny, Československo zaniklo.
Institut ústavního soudu byl znovu zaveden nejprve ústavním zákonem SNR č. 7/1992 Sb., o Ústavnom súdě Slovenskej republiky, účinného dnem vyhlášení (16. ledna 1992). Organizaci ústavního soudu a řízení před ním upravil zákon SNR č. 8/1992 Sb, vyhlášený současně se zmíněným ústavním zákonem. Ústavní soudce podle této úpravy volila Slovenská národní rada na dobu 7 let. Fakticky však byli soudci ústavního soudu jmenováni až ve druhé polovině ledna 1993, po zániku ČSFR, takže tento ústavní zákon rovněž nebyl po dobu své platnosti nikdy naplněn.
Ústavní zákon č. 7/1992 Sb. byl v září 1992 nahrazen čl. 124 až 140 první Ústavy Slovenské republiky, účinné od 1. října 1992. Podmínky pro reálné zřízení soudu však vytvořilo až přijetí Zákona NR SR č. 38/1993 Z. z., o organizácii Ústavného súdu Slovenskej republiky, o konaní pred ním a o postavení jeho sudcov, přijatý dne 20. ledna 1993; hned následujícího dne byl jmenován první Ústavní soud, který pak svou činnost zahájil slavnostním zasedáním 17. března 1993. Podrobněji postavení a činnost soudu upravuje Jednací řád (spravovací a rokovací poriadok) schválilo plénum ústavního soudu a vyhlásilo pod číslem 114/1993 Z. z., od té doby byl několikrát novelizován.
Podstatných změn tato úprava došla na základě novely Ústavy SR ústavním zákonem č. 90/2001 Z. z. se od roku 2002.
Činnost Ústavního soudu je financovaná ze zvláštní rozpočtové kapitoly státního rozpočtu.

## Kompetence
Kompetence Ústavního soudu SR jsou podobné kompetencím někdejšího Ústavního soudu ČSFR.
Patří k nim:
- rozhodovat o souladu zákonů s ústavou, ústavními zákony a mezinárodními smlouvami
- rozhodovat o souladu nařízení vlády a obecně závazných předpisů vydaných ústředními orgány státní správy s ústavou, ústavními zákony, s mezinárodními smlouvami a s ostatními (běžnými) zákony
- rozhodovat o souladu všeobecně závazných nařízení vydaných orgány územní samosprávy, všeobecně závazných právních předpisů vydaných místními orgány státní správy a všeobecně závazných nařízení orgánů územní samosprávy s ústavou, ústavními zákony, s mezinárodními smlouvami a s ostatními (běžnými) zákony, pokud není k rozhodování určen jiný soud

V případě vyslovení nesouladu právní předpisy ztrácí účinnost. Orgány, které je vydaly, mají pak povinnost do šesti měsíců tyto předpisy uvést do souladu s právním řádem, a pokud tak neučiní, příslušné předpisy či jejich části uplynutím této lhůty pozbývají platnosti. Ústavní soud může při zahájení řízení pozastavit účinnost napadených předpisů nebo jejich částí. Rozhodnutí o pozastavení účinnosti a o vyslovení nesouladu s vyšším předpisem nebo smlouvou se vyhlašují ve Sbírce zákonů.
Z působnosti Ústavního soudu je výslovně vyloučeno posuzovat soulad návrhů obecně závazných právních předpisů s ústavou, ústavním zákonem nebo mezinárodní smlouvu, a s účinností od roku 2021 i posuzovaní souladu ústavních zákonů s ústavou.
Ústavní soud dále rozhoduje na návrh prezidenta nebo vlády SR o souladu dojednaných mezinárodních smluv, k nimž je třeba souhlas NR SR, s ústavou nebo ústavním zákonem. Konstatování nesouladu je překážkou ratifikace.
Ústavní soud rozhoduje na návrh prezidenta SR o tom, zda předmět referenda je v souladu s ústavou nebo ústavním zákonem. Konstatování nesouladu je překážkou pro vyhlášení referenda.
Ústavní soud rozhoduje kompetenční spory mezi ústředními orgány státní správy, pokud zákon rozhodnutí neurčuje jinému státnímu orgánu. Ve sporných případech Ústavní soud rozhoduje o kontrolní působnosti Nejvyššího kontrolního úřadu Slovenské republiky.
Ústavní soud rozhoduje o ústavních stížnostech (stížnostech fyzických nebo právnických osob, které namítají porušení svých základních práv a svobod nebo lidských práv a základních svobod vyplývajících z mezinárodní smlouvy, pokud o ochraně těchto práv a svobod nerozhoduje jiný soud). V rámci rozhodnutí o porušení práv či svobod může soud zrušit rozhodnutí, opatření nebo jiný zásah, případně přikázat konání ve věci, pokud narušení práv vzniklo něčí nečinností. Ústavní soud může také vrátit věc k novému řízení nebo zakázat jednání, kterým jsou narušována práva či svobody, nebo nařídit obnovení stavu před porušením práv. Poškozenému může soud přiznat přiměřené finanční zadostiučinění, přičemž odpovědnost za škodu je tímto rozhodnutím nedotčena.
Ústavní soud rozhoduje o stížnostech orgánů územní samosprávy proti nezákonnému nebo neústavnímu zásahu do věcí územní samosprávy, pokud o věci nerozhoduje jiný soud. V rámci rozhodnutí může Ústavní soud napadené rozhodnutí zrušit, popřípadě zakázat pokračování v porušování práv a přikázat obnovení stavu před jejich porušením.
Ústavní soud podává závazný výklad ústavy nebo ústavního zákona, je-li věc sporná.
Ústavnímu soudu je vyhrazeno rozhodovat o stížnosti proti ověřeno nebo neověření mandátu poslance NR SR, rozhodovat o ústavnosti a zákonnosti volby prezidenta republiky a voleb do NR SR a Evropského parlamentu, o stížnostech proti výsledku referenda nebo výsledku lidového hlasování o odvolání prezidenta. Ústavní soud rozhodoval i o ústavnosti a zákonnosti voleb do orgánů územní samosprávy, tato kompetence ovšem od roku 2021 přešla na nově vzniklý Nejvyšší správní soud SR.
Ústavní soud rozhoduje o zákonnosti rozhodnutí o rozpuštění nebo pozastavení činnosti politické strany nebo hnutí a o ústavnosti rozhodnutí o vyhlášení výjimečného nebo nouzového stavu a na ně navazující rozhodnutí. Dále rozhoduje o obžalobě NR SR proti prezidentovi SR ve věci úmyslného porušení ústavy nebo vlastizrady.
Souhlasu Ústavního soudu podléhá, má-li být vzat do vazby soudce Ústavního soudu. Ústavní soud vykonává disciplinární řízení vůči předsedovi a místopředsedovi Nejvyššího soudu SR a předsedovi a místopředsedovi Nejvyššího správního soudu SR.

## Řízení před Ústavním soudem
Návrh k řízení před Ústavním soudem mohou podat, pokud speciální ustavení ústavy nestanoví jinak:
- nejméně pětina poslanců NR SR (nejméně 30 poslanců)
- prezident SR
- vláda SR
- soud
- generální prokurátor SR
- předseda Soudní rady SR ve věci souladu právních předpisů týkající se výkonu soudnictví
- veřejný ochránce práv ve věci souladu právních předpisů, které mohou ohrozit základní práva nebo svobody
- ve věci sporu o kontrolní působnost Nejvyššího kontrolního úřadu SR každý, kdo namítá jeho kontrolní působnost i samotný Nejvyšší kontrolní úřad SR
- ve věci ústavní stížnosti fyzická nebo právnická osoba nebo orgán územní samosprávy

O vybraných typech věcí rozhoduje soud v plénu, které se usnáší nadpoloviční většinou všech soudců. O ostatních věcech rozhoduje Ústavní soud v tříčlenných senátech, které rozhodují nadpoloviční většinou svých členů. Proti rozhodnutí Ústavního soudu není možno podat opravný prostředek s výjimkou případu, kdy je podle rozhodnutí mezinárodního soudu, které je pro Slovenskou republiku závazné, nezbytné znovu přezkoumat rozhodnutí Ústavního soudu (na základě návrhu na obnovu řízení).

## Konkrétní činnost a významné kauzy
V roce 1993 bylo do všeobecného registru podání zaznamenáno 823 podání, z toho 307 do registru senátů a 10 do registru pléna, přičemž ve věci samé rozhodly senáty ve 13 případech a plénum ve 3 případech; většina registrovaných podání vycházela z nepochopení kompetencí Ústavního soudu. V letech 1993–2000 těžiště činnosti spočívalo v abstraktní kontrole ústavnosti, po novele ústavy v roce 2001 se (jak konstatuje úvod ke sbírce rozhodnutí z roku 2003) těžiště rozhodovací činnosti přesunulo do oblasti individuální ochrany ústavnosti. Za rok 2003 přijal soud 1951 návrhů na zahájení řízení, přičemž ve 230 případech vyslovil, že došlo k porušení základních práv či svobod konkrétní osoby. Růst počtu podání odpovídal soudobému vývoji u českého, maďarského i polského ústavního soudu i u Evropského soudu pro lidská práva, avšak v porovnání k počtu obyvatel byl na Slovensku počet podání vyšší než v okolních zemích.

## Členové soudu

### Funkce soudce a jmenování soudců
Původně se soud skládal z 10 soudců jmenovaných na dobu 7 let. Na základě novely Ústavy SR ústavním zákonem č. 90/2001 Z. z. se od roku 2002 Ústavní soud skládá ze 13 soudců jmenovaných na 12 let. Soudce jmenuje na návrh NR SR prezident republiky, přičemž NR SR je povinna navrhnout dvojnásobný počet kandidátů, než kolik soudců má být jmenováno. Ústava neupravuje, jak může či nesmí prezident postupovat, pokud by ani za těchto podmínek s navrženými kandidáty nesouhlasil. Předsedu a místopředsedu soudu jmenuje z řad ústavních soudců prezident republiky.
Jmenovaný člen soudu je povinen se před složením slibu vzdát případného členství v politické straně nebo politickém hnutí. Funkce soudce musí být vykonávána jako povolání, je neslučitelná s funkcí v jiném orgánu veřejné moci, se státně-zaměstnaneckým poměrem, s pracovním poměrem nebo obdobným pracovním vztahem, s podnikatelskou činností, s členstvím v řídicím nebo kontrolním orgánu právnické osoby vykonávající podnikatelskou činnost a s jinou hospodářskou nebo výdělečnou činností kromě správy vlastního majetku a vědecké, literární, umělecké nebo pedagogické činnosti. Dnem nástupu funkce soudce zaniká jeho případný poslanecký mandát nebo členství ve vládě SR.
Podmínkou pro jmenování je kromě podmínek volitelnosti do NR SR navíc věk minimálně 40 let, vysokoškolské právnické vzdělání a nejméně 15letá praxe v právnickém povolání. Tatáž osoba nesmí být (podle současného znění ústavy) soudcem Ústavního soudu jmenována opakovaně. Soudce Ústavního soudu nelze trestně stíhat za rozhodování při výkonu funkce, a to ani po zániku funkce.
Funkce soudce Ústavního soudu zaniká posledním dnem měsíce, ve kterém soudce dovrší věk 72 let. Soudce je oprávněn se funkce kdykoliv vzdát, přičemž funkce zaniká uplynutím měsíce, v němž bylo oznámení o vzdání se funkce doručeno předsedovi Ústavního soudu. Prezident soudce Ústavního soudu odvolá, pokud byl právoplatně odsouzen za úmyslný trestný čin nebo nepodmíněně odsouzen za jiný trestný čin nebo na základě disciplinárního řízení před Ústavním soudem za čin neslučitelný s výkonem soudce ÚS nebo na základě oznámení ÚS o nejméně roční nečinnosti soudce nebo pokud zanikla jeho volitelnost do NR SR. V případě zániku funkce některého ústavního soudce jmenuje prezident nového soudce na celé nové funkční období.

### Současní členové
- Ľubomír Dobrík, soudcem od 28. února 1997, znovu od 27. února 2004
- Ján Auxt, soudcem od 4. července 2002
- Juraj Horváth, soudcem od 4. července 2002
- Ján Luby, soudcem od 4. července 2002
- Ivetta Macejková, předsedkyně od 16. února 2007
- Milan Ľalík, místopředseda od 16. února 2007
- Peter Brňák, soudcem od 16. února 2007
- Ľudmila Gajdošíková, soudkyní od 16. února 2007
- Sergej Kohut, soudcem od 16. února 2007
- Lajos Mészáros, soudcem od 16. února 2007
- Marianna Mochnáčová, soudkyní od 16. února 2007
- Ladislav Orosz, soudcem od 16. února 2007
- Rudolf Tkáčik, soudcem od 16. února 2007

### Bývalí členové Ústavního soudu SR
- Milan Čič, předsedou od 21. ledna 1993 do 21. ledna 2000
- Miloš Seemann, soudcem od 21. ledna 1993 do 28. února 1997
- Richard Rapant, soudcem od 21. ledna 1993 do 28. prosince 1999
- Július Černák, soudcem od 21. ledna 1993 do 21. ledna 2000
- Anna Danielčáková, soudkyní od 21. ledna 1993 do 21. ledna 2000
- Ján Drgonec, soudcem od 21. ledna 1993 do 21. ledna 2000
- Viera Mrázová, soudkyní od 21. ledna 1993 do 21. ledna 2000
- Tibor Šafárik, soudcem od 21. ledna 1993 do 21. ledna 2000
- Ján Klučka, soudcem od 21. ledna 1993 do 30. dubna 2004
- Ján Mazák, předsedou od 22. ledna 2000 do 30. září 2006
- Eduard Bárány, místopředsedou od 22. ledna 2000 do 22. ledna 2007
- Daniel Šváby, soudcem od 22. ledna 2000 do 30. dubna 2004
- Juraj Babjak, soudcem od 22. ledna 2000 do 22. ledna 2007
- Alexander Bröstl, soudcem od 22. ledna 2000 do 22. ledna 2007
- Ľudmila Gajdošíková, soudkyní od 22. ledna 2000 do 22. ledna 2007
- Štefan Ogurčák, soudcem od 22. ledna 2000 do 22. ledna 2007
- Lajos Mészáros, soudcem od 4. července 2002 do 22. ledna 2007

18. března 1993 plénum určilo na dobu jednoho roku dva senáty (I. senát: Ján Klučka, Ján Drgonec, Viera Mrázová, nestálý člen Richard Rapant, II. senát: Július Černák, Anna Danielčáková, Tibor Šafárik, nestálý člen Miloš Seeman). V roce 2003 měl Ústavní soud již čtyři tříčlenné senáty.